# 鳥飼慶陽
鳥飼 慶陽（とりがい けいよう、1940年 - ）は、日本の牧師、社会運動家。
鳥取県関金町出身。同志社大学神学部卒、1964年同大学院修士課程修了。日本基督教団の牧師となる。1964年滋賀県仁保教会伝道師。1966年神戸イエス団教会伝道師。1968年番町出会いの家開設。2009年賀川豊彦賞を受賞。部落解放運動にもたずさわる。

## 著書
- 『部落解放の基調 宗教と部落問題』創言社 1985
- 『賀川豊彦と現代』兵庫部落問題研究所 1988
- 『「対話の時代」のはじまり宗教・人権・部落問題』兵庫部落問題研究所 ヒューマンブックレット 1997
- 『賀川豊彦再発見 宗教と部落問題』創言社 2002
- 『賀川豊彦の贈りもの いのち輝いて』創言社 2007

共編
- 『滝沢克己を語る』三島淑臣監修 金子啓一,田中裕,富吉建周共編集委員 春風社 2010